# Лизинге, Фрэнсис Теке
Фрэнсис Теке Лизинге (Francis Teke Lysinge; 28 декабря 1938 года, Муэа, Западный Камерун, Камерун) — первый епископ Мамфе с 9 февраля 1999 года по 25 января 2014 года. Один из первых уроженцев англоязычного Западного Камеруна, принявших католическое священство.

## Биография
Родился в 1938 году в селении Муэа. Среднее образование получал в Колледже Святого Иосифа в Сассе, который окончил в 1958 году. В 1960—1966 годах изучал богословие и философию в Мемориальной семинарии в Энугу, Нигерия. 17 апреля 1966 года рукоположён в священники епископом Буэа Юлиусом Йозефом Виллемом Питерсом. Стал одним первых выходцев из Западного Камеруна, принявшим католическое священство, что вызвало интерес среди камерунского общества. На его священническом рукоположении присутствовали вице-президент Камеруна Джон Нгу Фонча, премьер-министр Западного Камеруна Августин Нгом Джуа и председатель Законодательного собрания Западного Камеруна. Служил викарием в приходе Святейшего Сердца в Манконе и в приходе селения Фианго. В последующие годы изучал богословие в Риме. После возвращения в Камерун в 1975—1979, 1990—1999 годах преподавал в Высшей духовной семинарии в Бамбуи.
9 февраля 1999 года Римский папа Иоанн Павел II издал буллу Alacrem sane curam, которой учредил епархию Мамфе и назначил его первым епископом этой епархии. 21 апреля 1999 года состоялось его рукоположение в епископы, которое совершил архиепископ Дуалы Кристиан Вийган Туми в сослужении с архиепископом Баменды Полем Мбийбе Вердзеков и епископом Буэа Пием Су Ава. На рукоположении присутствовало около 20 тысяч человек.
Во время основания епархии Мамфе в ней служили только восемь священников и было шесть приходов. Занимался организацией епархиальной структуры. По состоянию на 2013 года численность священников во время его руководства епархией возросла до 42 человек, в епархии насчитывалось 31 приходов. Численность католиков возросла с 35 тысяч в 1999 году до 140 тысяч человек в 2013 году.
25 апреля 2014 года подал в отставку.
В 2014 году признан человеком года Камеруна.